# Línguas coissãs
As línguas coissãs ou coisãs, também chamadas khoisan, são um agrupamento de línguas africanas, composto por pelo menos três famílias linguísticas (khoe, tx'a e taa) e duas línguas isoladas (sandawe e hadza). 

## História

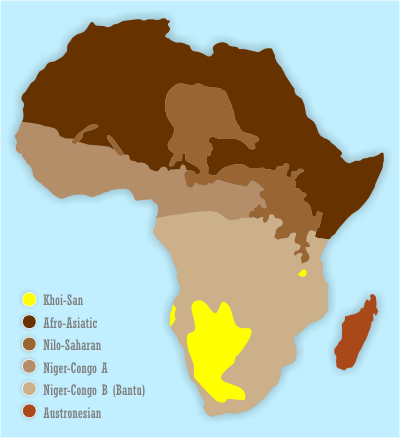
Distribuição das línguas coissãs (em amarelo)

Quando os europeus chegaram à África Austral e começaram a escrever sobre os seus povos, estas línguas eram faladas quase só pelos coissãs do extremo sudoeste de África, que foram apelidados de bosquímanos (homens do mato) e hotentotes.
Hoje em dia, as línguas coissãs são faladas apenas nas imediações do deserto do Calaári (Angola, Namíbia, Botsuana e África do Sul) e numa região limitada da Tanzânia e estão a tornar-se extremamente raras, havendo inclusivamente conhecimento de algumas que se extinguiram. A maioria destas línguas não têm registos escritos. As línguas hadza e sandawe, do Quénia, são geralmente classificadas como coissãs, mas encontram-se extremamente distantes, tanto linguística como geograficamente das restantes. As línguas mais faladas dos coissãs são kwadi e sandawe.

## Linguística

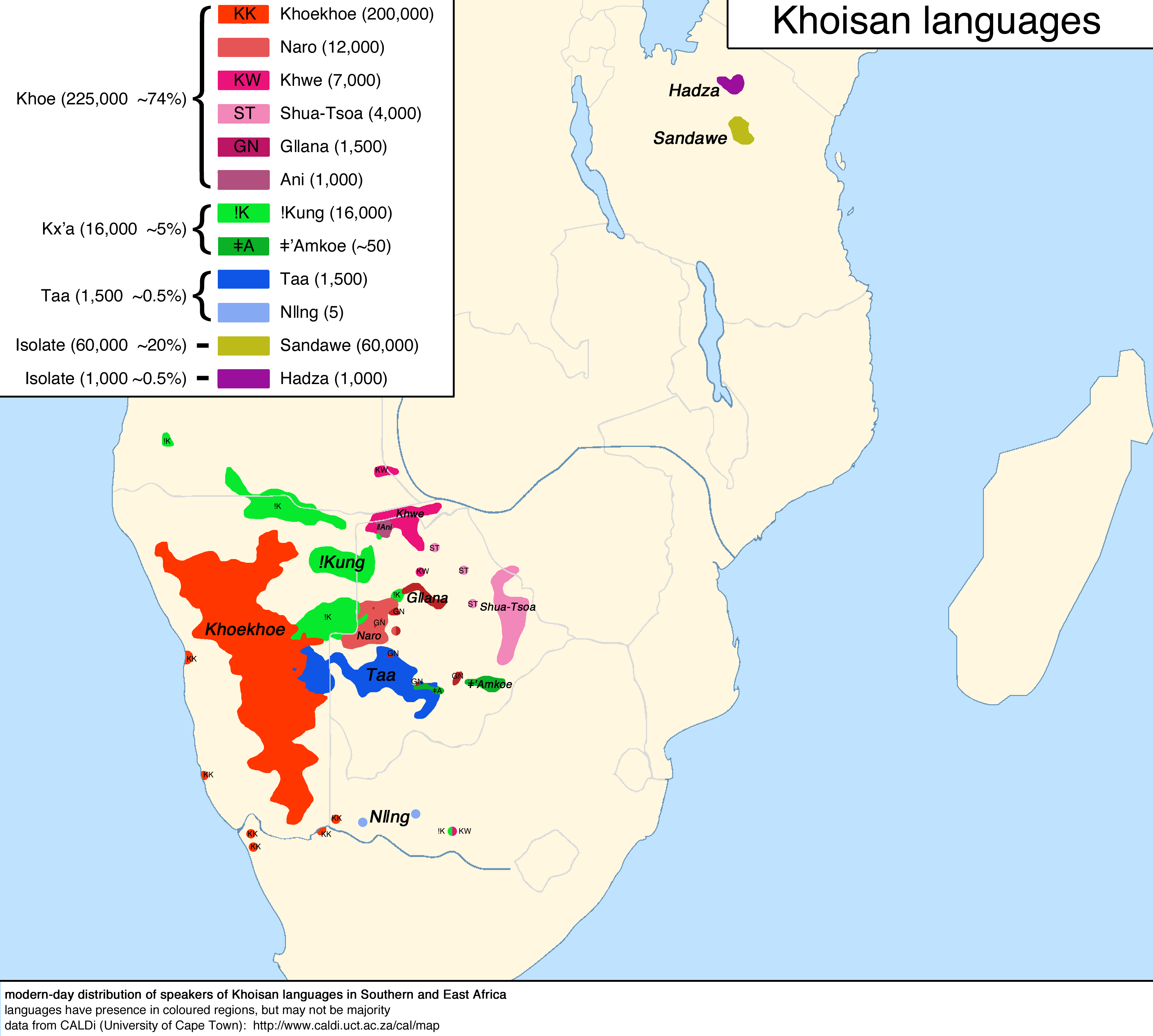
Distribuição atual de falantes das línguas khoisan

As línguas coissãs caracterizam-se pelo uso de cliques como fonemas - a língua kung-ekoka possui mais de 50 consoantes-clique em mais de 140 fonemas separados e a língua ǃxóõ tem um enorme reportório de fonemas, que  incluem vários sons estridentes e faríngeos.
Gramaticamente, as línguas coissãs são, em geral, isolantes. Os sufixos são usados com frequência, mas a ordem das palavras é usada com mais frequência que a inflexão.

## Influência na cultura ocidental
A cultura ocidental tomou conhecimento destas línguas a partir do filme de 1984, Os Deuses Devem Estar Loucos, de Jamie Uys.

## Outras línguas com cliques
As únicas outras línguas que usam cliques como fonemas são as línguas bantu do grupo das línguas angunes, como xossa e zulu na África do Sul, sesoto (também falada na África do Sul e no Lesoto), a língua dahalo que pertence à família das línguas cuxíticas do sul, e uma língua cerimonial artifical chamada damin, falada por alguns aborígenes da Austrália.  Com exceção da língua damin, pensa-se que as restantes tenham adoptado o uso dos cliques das populações coissãs delas vizinhas.